# ティルッパランクンダム
ティルッパランクンダム（திருப்பரங்குன்றம்：Thirupparankundram）は、インド南部のタミル・ナードゥ州マドゥライ県にある都市。古くからマドゥライとともに栄え、ムルガン神が結婚した場所とされる山であるティルッパランクンダムを中心に発達した。数多くの文学の舞台ともなっている。

## 政治
ティルッパランクンダム選挙区では、2001年の州議会議員選挙ではAIADMKのS・M・シーニヴェールが当選し、2006年の州議会議員選挙でも同党のA・K・ボースが当選した。

## 都市の位置
北緯：9° 52' 0　／　東経：78° 4' 0
| 県外 - チェンナイまで 452km - ティルッチラーッパッリまで 133km - コーヤンブットゥールまで 232km - カンニヤークマリまで 237km | 県内 - マドゥライまで 5km - ティルマンガラムまで 10km - セーダッパッティまで 26km |